# سیارک ۳۰۵
سیارک ۳۰۵ (به انگلیسی: 305 Gordonia) سیصد و پنجمین سیارک کشف شده‌است که در ۱۶ فوریه ۱۸۹۱ و در نیس کشف شد.
قدر مطلق سیارک برابر ۸٫۷۷ است.